# Loch Doon
Loch Doon är en sjö i Storbritannien.   Den ligger i riksdelen Skottland, i den centrala delen av landet, 500 km nordväst om huvudstaden London. Loch Doon ligger 213 meter över havet. Arean är 7,2 kvadratkilometer. I omgivningarna runt Loch Doon växer i huvudsak blandskog. Den sträcker sig 8,9 kilometer i nord-sydlig riktning, och 3,1 kilometer i öst-västlig riktning.